# Польфер, Лиди
Лиди́ Катри́н По́льфер (фр. и люкс. Lydie Catherine Polfer, род. 22 ноября 1952, гор. Люксембург, Люксембург) — люксембургский политик, дипломат и адвокат, мэр города Люксембург, член Демократической партии Люксембурга. Занимала должности заместителя премьер-министра Люксембурга и министра иностранных дел Люксембурга, а также являлась депутатом Европейского парламента и Палаты депутатов Люксембурга.

## Награды
- Орден Изабеллы Католической;
- Орден Звезды Румынии;
- Орден «За заслуги перед Итальянской Республикой»;
- Орден Солнца Перу;
- Орден Дубовой короны;
- Орден Адольфа Нассау;
- Орден Исландского сокола.